# Monnaie de coquillages
La monnaie de coquillage est une forme prémoderne de monnaie, paléo-monnaie ou proto-monnaie, utilisée par les peuples autochtones de différents continents.

## Fonctionnement
Généralement, la monnaie se compose de coquillages entiers (ou non), souvent travaillés en perles, et enfilées en forme de collier ou de chapelet, parfois porté en parure.
Les coquilles de mollusques les plus fréquentes sont :
- Monetaria moneta (ou cauri)
- Monetaria annulus
- Olivella
- Marginella
- Spondylus
- Mercenaria mercenaria
- Scaphopoda
- Turbinella pyrum (en)
- Chicoreus ramosus (chicorée, murex géant, porte-montre)

## Galerie

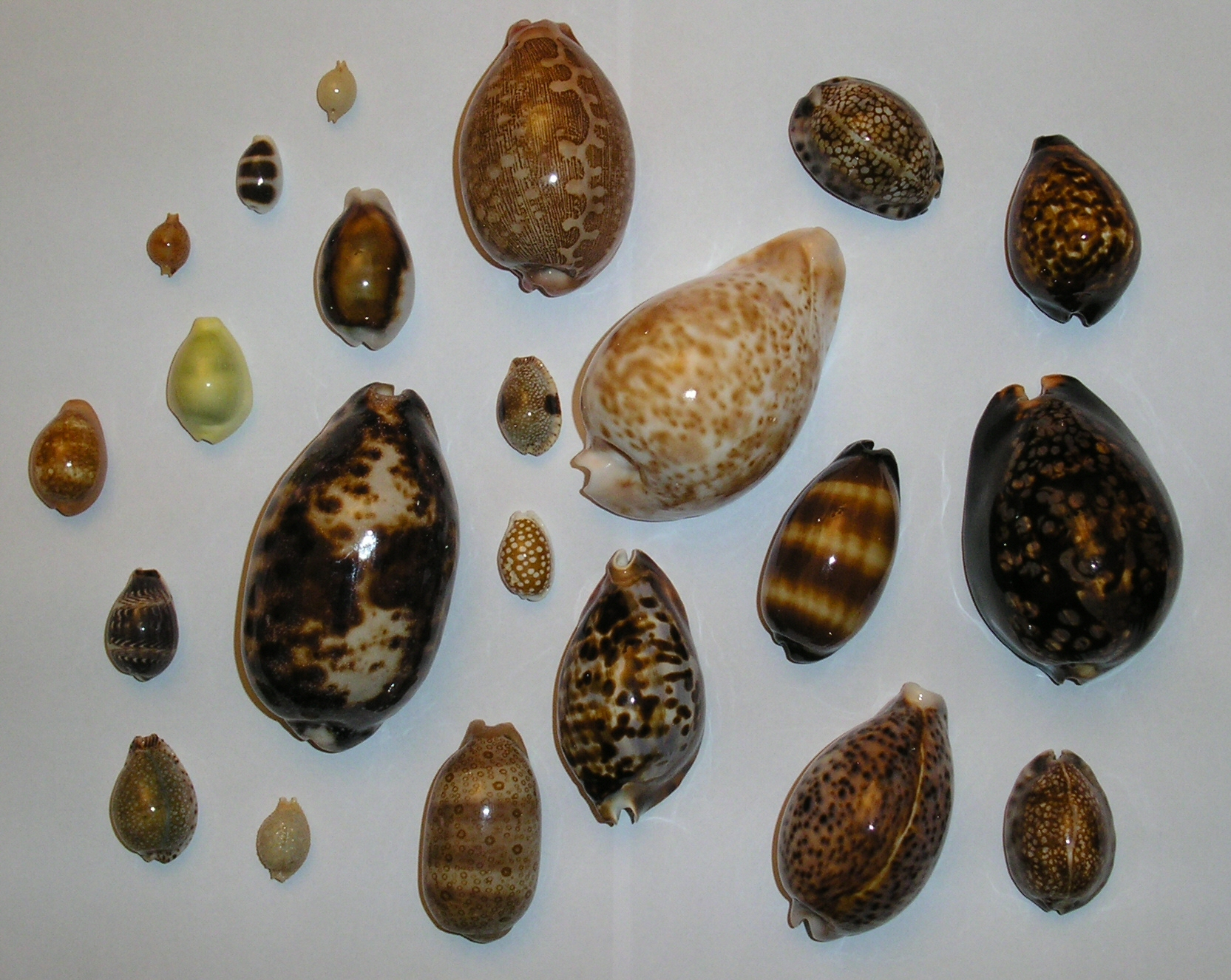
Variétés de cauris / cowries
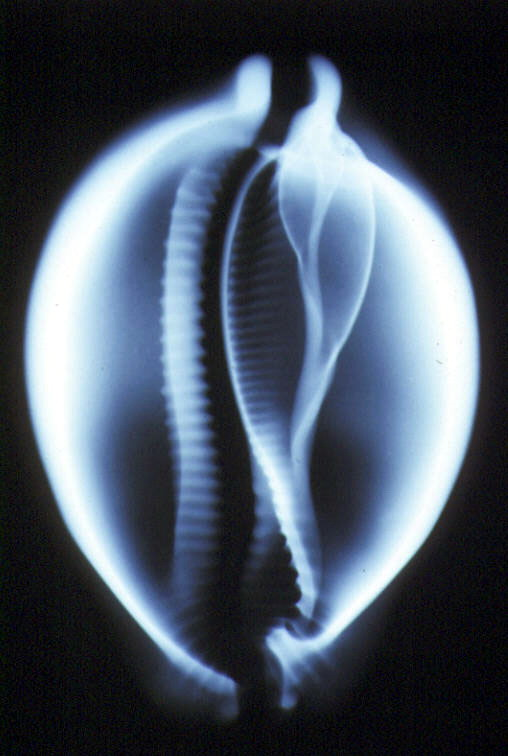
Cauri porcelaine cyprea
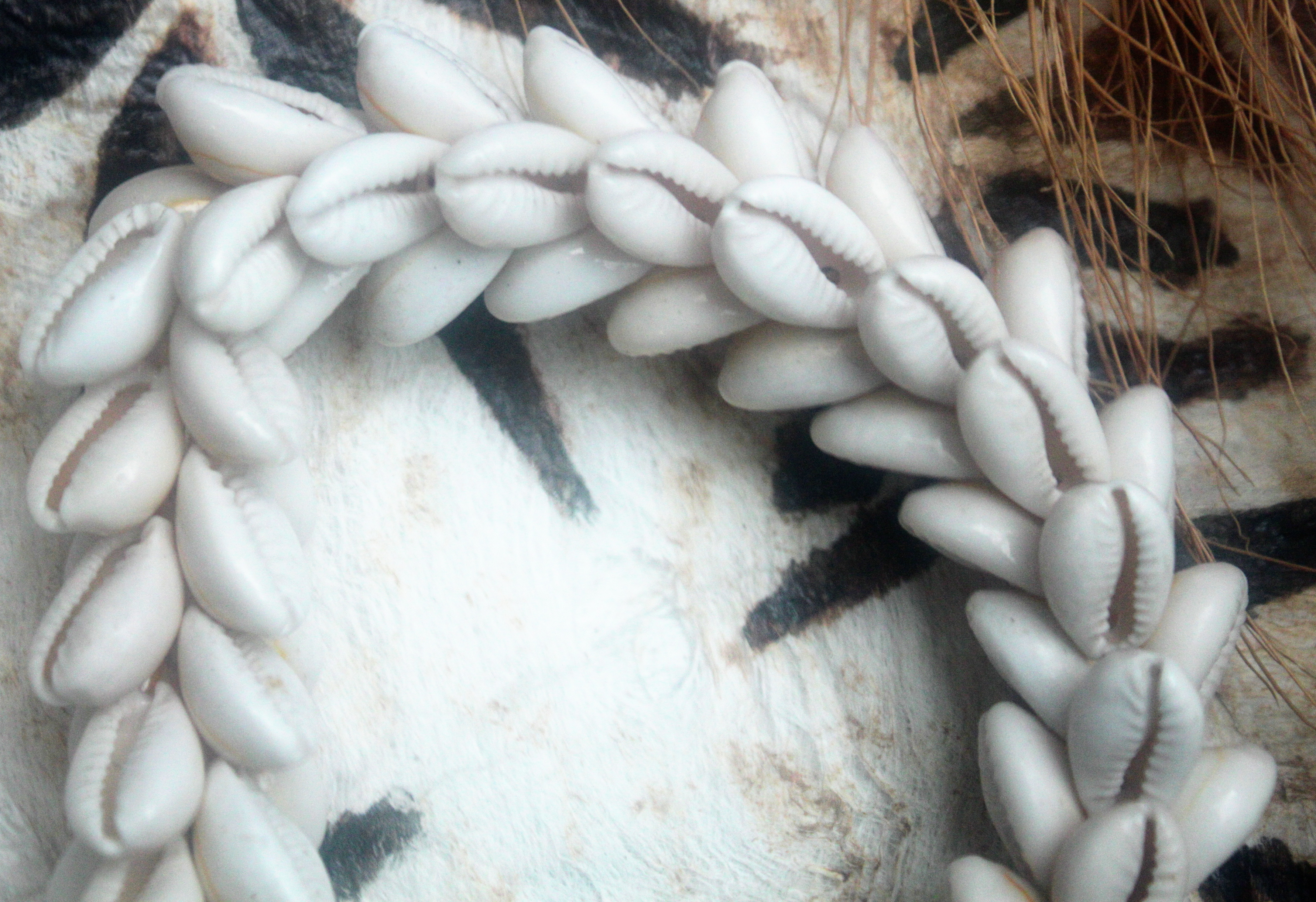
Collier de cauris
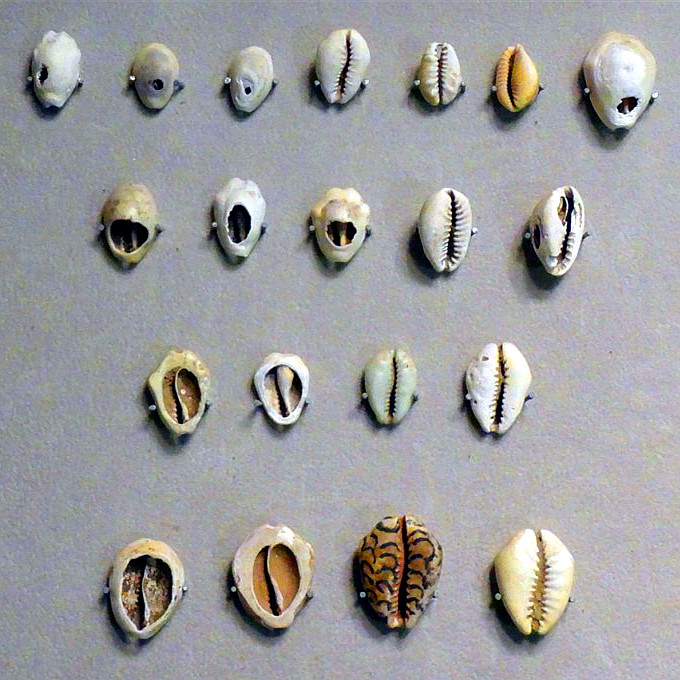
Monnaies de coquillages chinoises
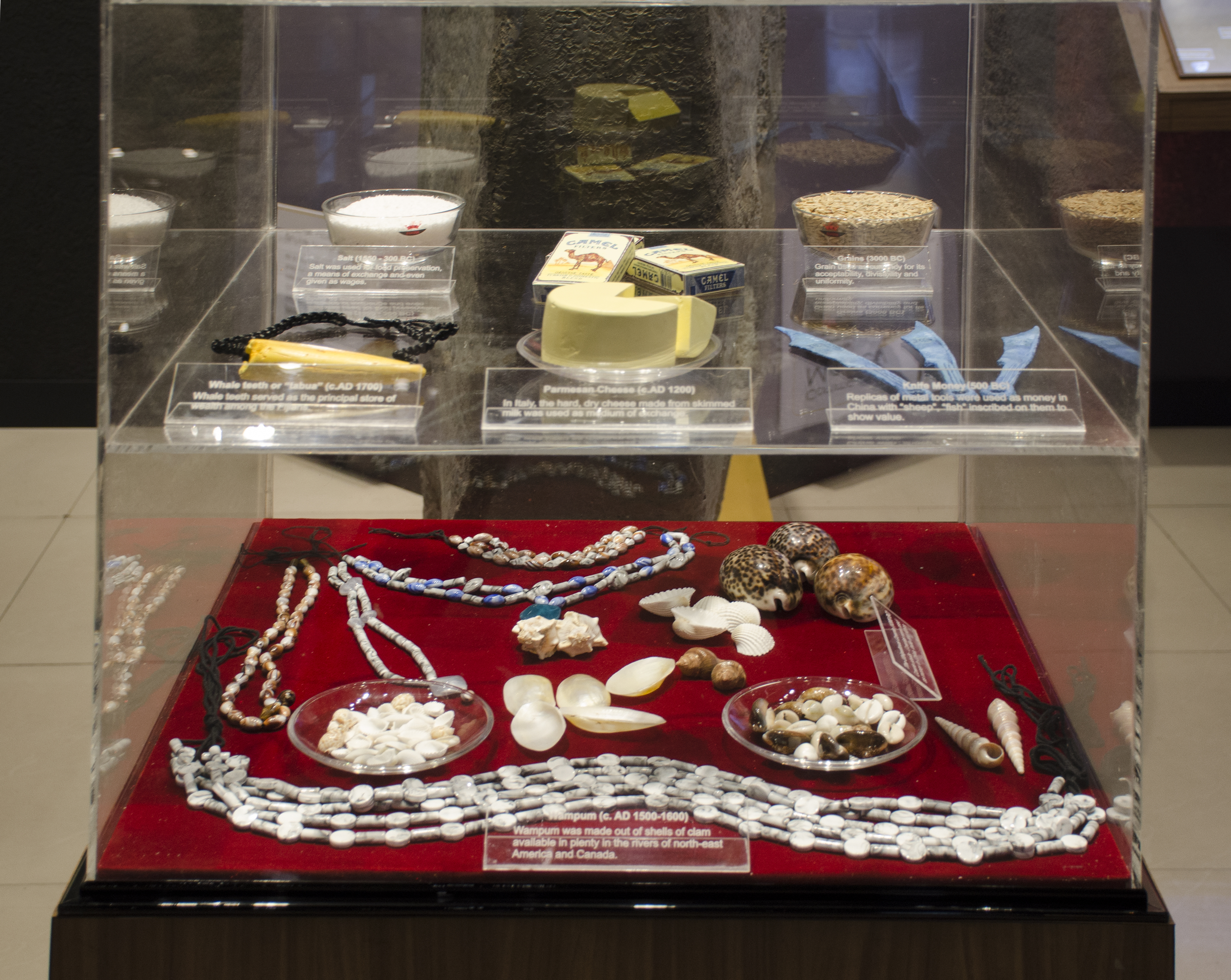
Monnaies de commodité, Musée de Kolkata (Inde)
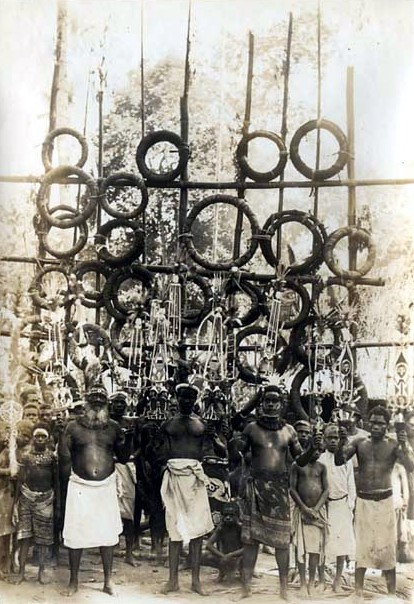
Monnaie de commodité, Sing-Sing à Rabaul, Nouvelle-Bretagne, Papouasie-Nouvelle-Guinée
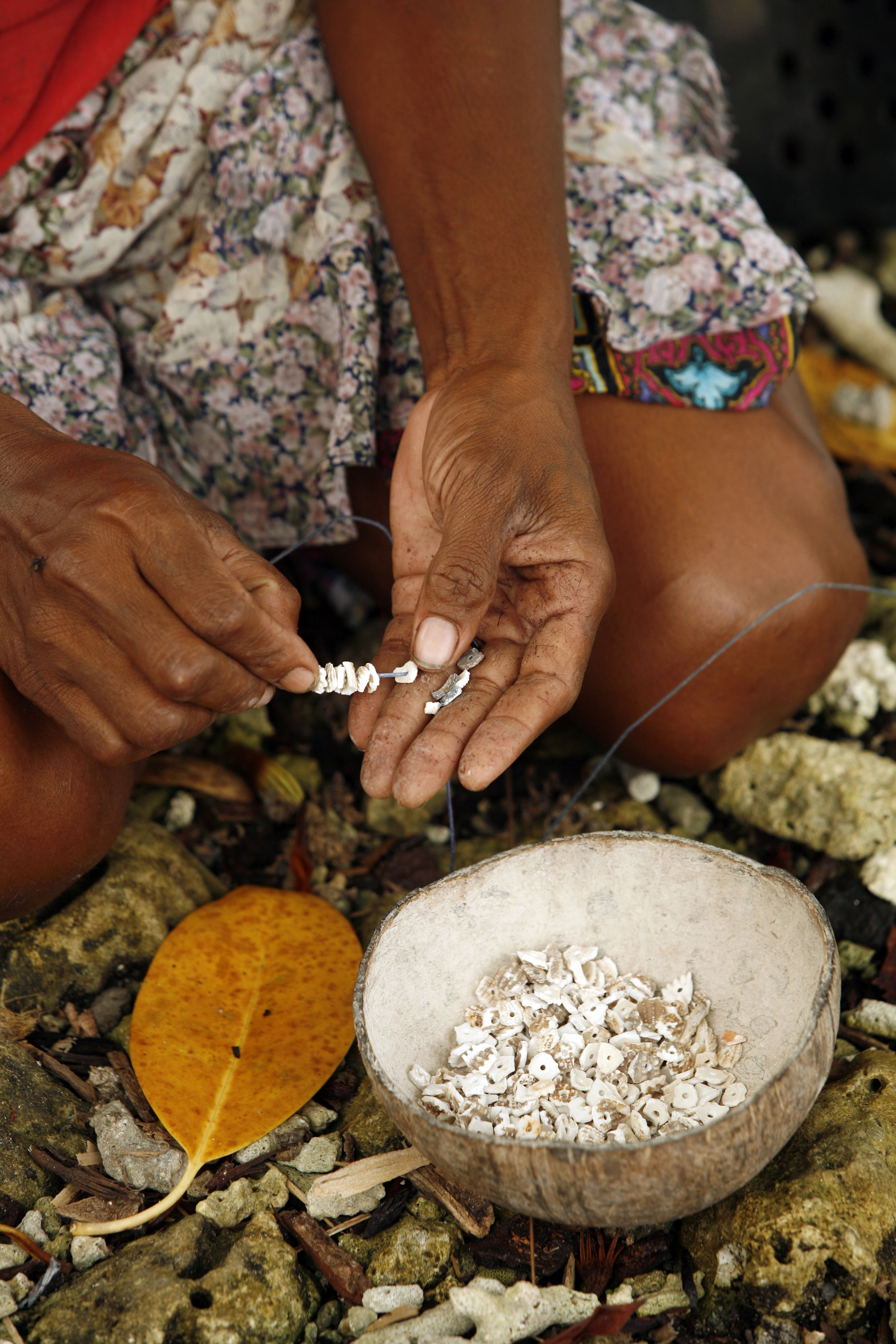
Enfilage de morceaux de coquillage, Îles Salomon
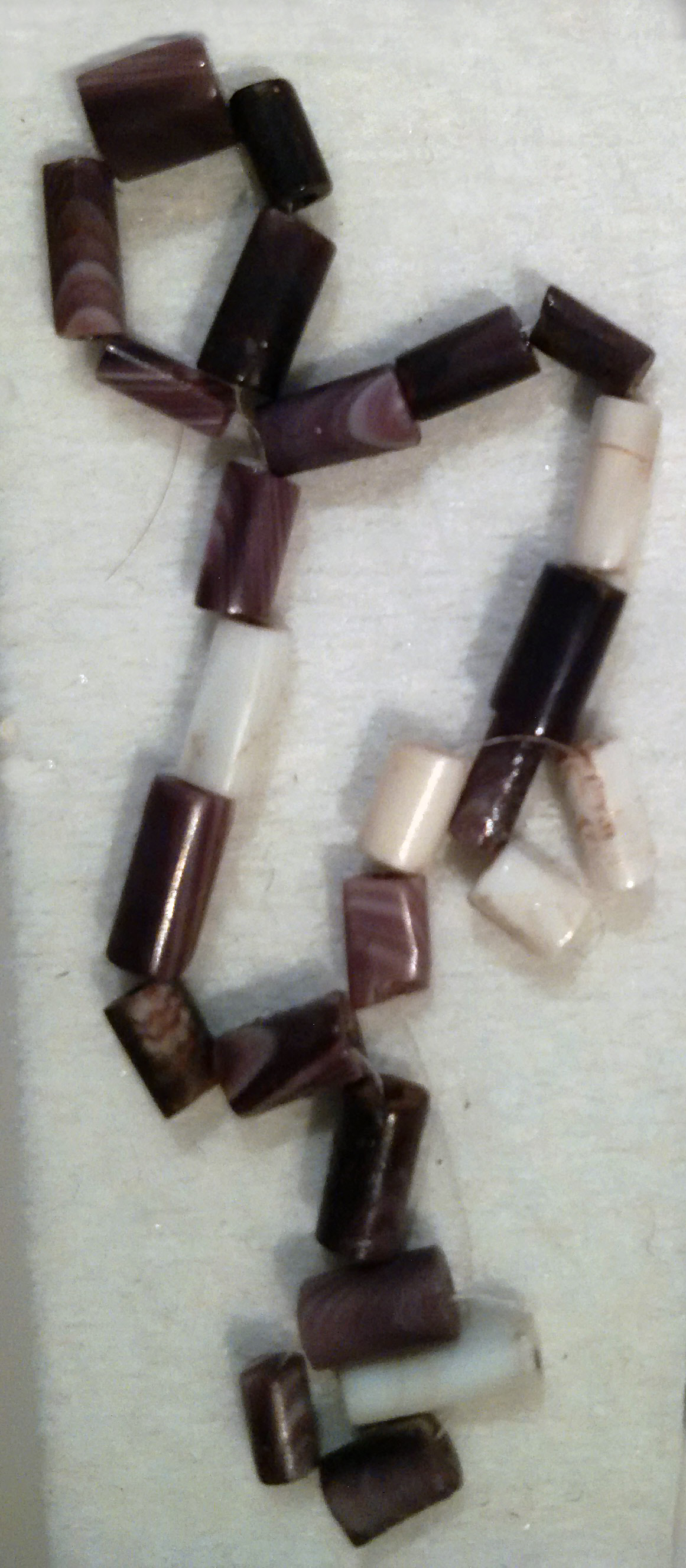
Lot de perles de wampum
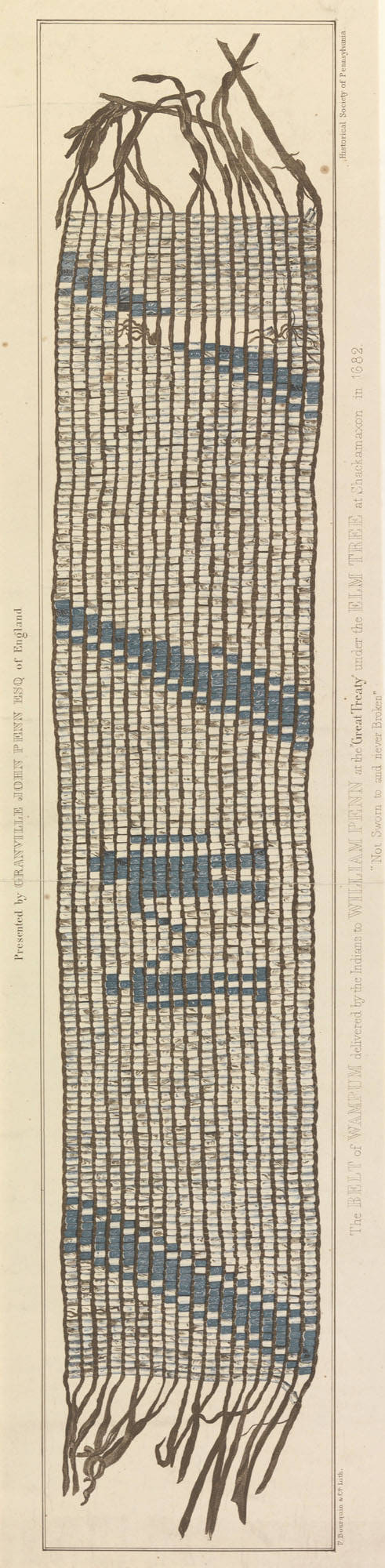
Ceinture de wampum, offerte lors du Grand Traité de 1682
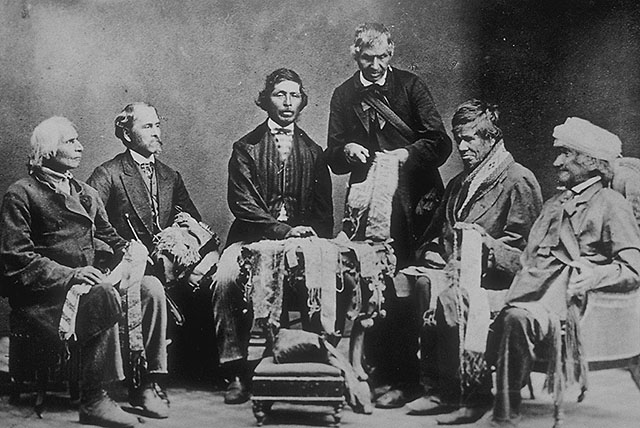
Chefs Iroquois de la Réserve des Six Nations exposant leurs ceintures de wampum à Brantford (Ontario), 1871
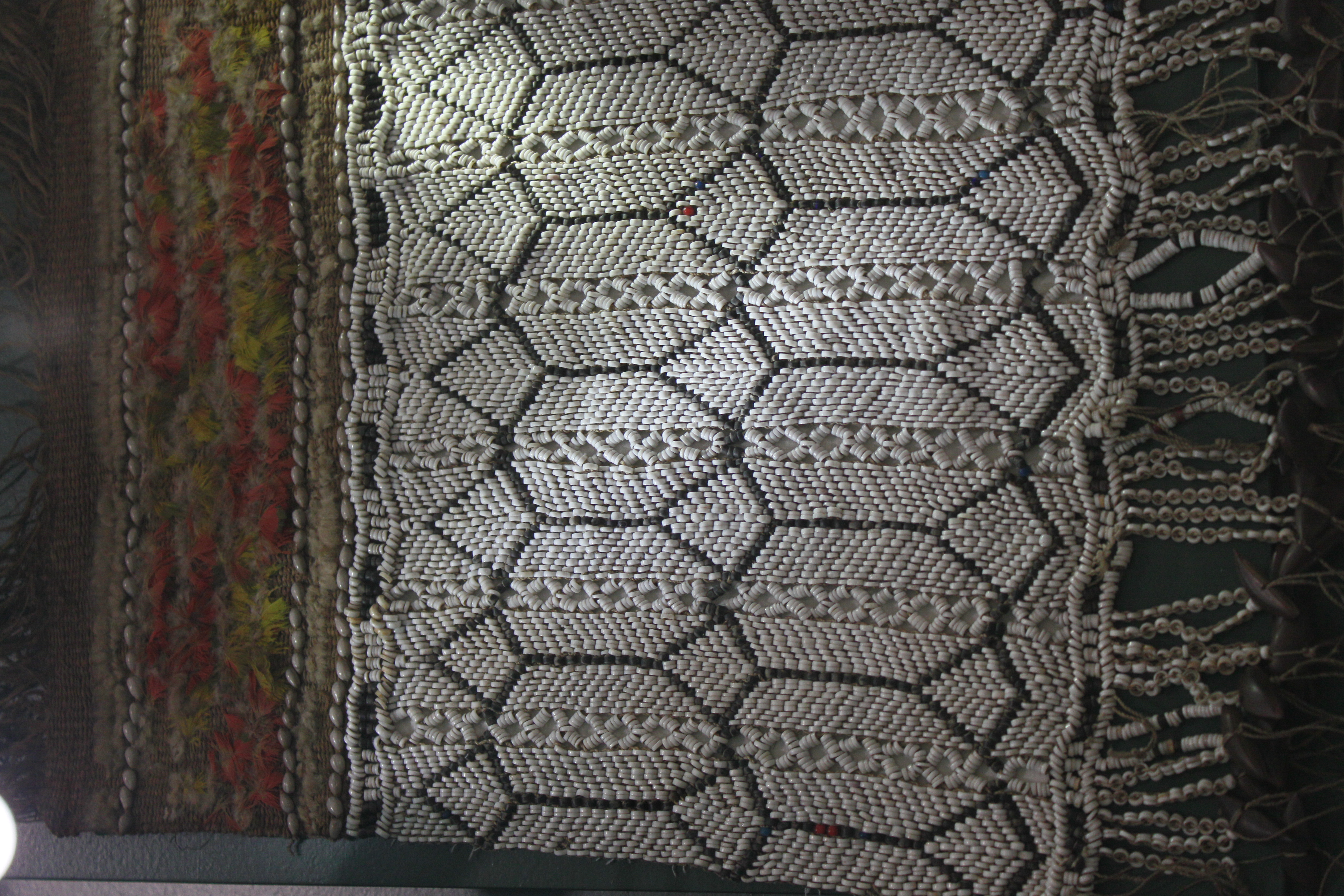
Couverture de monnaies de coquillages
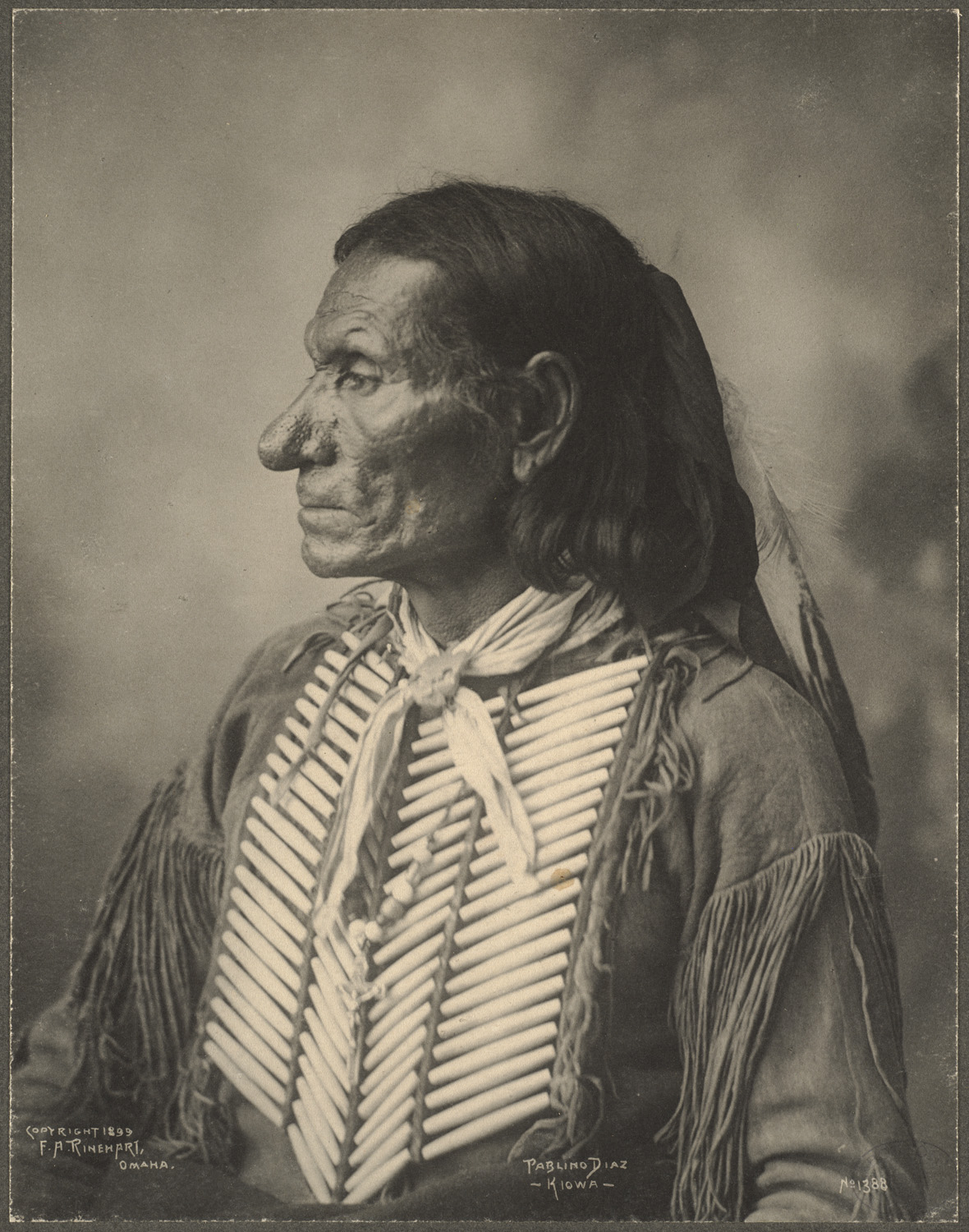
Chef Kiowa Pabli,no Diaz, portant un "hair pipe", 1899